# Éliminatoires du Championnat d'Europe de football 1992
Navigation
Éliminatoires Euro 1988 Éliminatoires Euro 1996
Les éliminatoires de l'Euro 1992 se déroulent de mai 1990 à décembre 1991. La Suède est qualifiée d'office en tant que pays organisateur de l'épreuve. 33 équipes participent à ces éliminatoires au lieu des 34 prévues. La RDA, dont les jours sont comptés en plein processus de réunification de l'Allemagne, est en effet forfait. Les Îles Féroé et Saint-Marin participent pour la première fois au tournoi qualificatif pour l'Euro.
Les participants sont répartis en 7 groupes : 2 groupes de 4 équipes et 5 groupes de 5 équipes. Le premier de chaque groupe se qualifie pour la phase finale. Ces éliminatoires sont les dernières à utiliser le barème historique de la victoire à 2 points avant la mise en place de la victoire à 3 points pour l'Euro 96.
Parmi les 8 équipes qualifiées, dans le groupe 1, l'équipe de France est la seule — et la première dans l'histoire de la compétition — à gagner tous ses matchs ; et parmi les grandes nations du football européen, seule l'Italie n'est pas qualifiée, dépassée par l'URSS dans le groupe 3. Les événements politiques qui agitent l'Europe à cette époque ont une influence notable et parfois décisive :
- dans le groupe 3, l'URSS décroche sa qualification quelques semaines avant la fin du régime soviétique. Elle participera cependant à la phase finale sous la bannière de la Communauté des États indépendants (CEI) qui assure le relais d'une URSS en pleine phase de démantèlement.
- dans le groupe 4, la Yougoslavie termine première, mais quelques semaines avant le début de la compétition elle se verra exclue de la phase finale à la suite de l'éclatement de la guerre civile yougoslave au début de 1992. Le Danemark, deuxième du groupe, sera repêché en dernière minute pour la remplacer et ira, à la surprise générale, jusqu'à remporter le tournoi ;
- dans le groupe 5, les deux Allemagne sont appelées à se rencontrer pour la deuxième fois seulement dans l'histoire du football. La chute du Mur de Berlin, à l'automne 1989, et la réunification allemande en marche au cours de l'année 1990 en décident toutefois autrement. La RDA vit en effet ses dernières heures et ne dispute finalement, en 1990, que des matches amicaux. Celui qui aurait dû être le premier match qualificatif pour l'Euro de ce groupe (Belgique-RDA) est toutefois maintenu au calendrier, le 12 septembre 1990, et joué en amical. C'est la dernière rencontre de l'histoire disputée par l'équipe de football de RDA (victorieuse 0-2), précédant de quelques semaines la dissolution de la DFV, la Fédération est-allemande de football (20 novembre 1990). L'équipe d'Allemagne nouvellement unifiée se qualifie avec brio et atteindra la finale du tournoi.

## Groupe 1
| Rang | Équipe          | Pts | J | G | N | P | Bp | Bc | Diff |  | Résultats (▼ dom., ► ext.) |     |     |        |     |     |
| ---- | --------------- | --- | - | - | - | - | -- | -- | ---- |  | -------------------------- | --- | --- | ------ | --- | --- |
| 1    | France          | 16  | 8 | 8 | 0 | 0 | 20 | 6  | +14  |  | France                     |     | 2-1 | 3-1    | 3-1 | 5-0 |
| 2    | Tchécoslovaquie | 10  | 8 | 5 | 0 | 3 | 12 | 9  | +3   |  | Tchécoslovaquie            | 1-2 |     | 3-2    | 1-0 | 2-1 |
| 3    | Espagne         | 6   | 7 | 3 | 0 | 4 | 17 | 12 | +5   |  | Espagne                    | 1-2 | 2-1 |        | 2-1 | 9-0 |
| 4    | Islande         | 4   | 8 | 2 | 0 | 6 | 7  | 10 | -3   |  | Islande                    | 1-2 | 0-1 | 2-0    |     | 2-0 |
| 5    | Albanie         | 2   | 7 | 1 | 0 | 6 | 2  | 21 | -19  |  | Albanie                    | 0-1 | 0-2 | Annulé | 1-0 |     |

- Le match Albanie-Espagne est annulé du fait de la situation tendue en Albanie[1]. Les 2 équipes étant déjà éliminées, il n'y a pas d'incidence sur le classement final.

## Groupe 2
| Rang | Équipe      | Pts | J | G | N | P | Bp | Bc | Diff |  | Résultats (▼ dom., ► ext.) |     |     |     |     |     |
| ---- | ----------- | --- | - | - | - | - | -- | -- | ---- |  | -------------------------- | --- | --- | --- | --- | --- |
| 1    | Écosse      | 11  | 8 | 4 | 3 | 1 | 14 | 7  | +7   |  | Écosse                     |     | 2-1 | 2-1 | 1-1 | 4-0 |
| 2    | Suisse      | 10  | 8 | 4 | 2 | 2 | 19 | 7  | +12  |  | Suisse                     | 2-2 |     | 0-0 | 2-0 | 7-0 |
| 3    | Roumanie    | 10  | 8 | 4 | 2 | 2 | 13 | 7  | +6   |  | Roumanie                   | 1-0 | 1-0 |     | 0-3 | 6-0 |
| 4    | Bulgarie    | 9   | 8 | 3 | 3 | 2 | 15 | 8  | +7   |  | Bulgarie                   | 1-1 | 2-3 | 1-1 |     | 4-0 |
| 5    | Saint-Marin | 0   | 8 | 0 | 0 | 8 | 1  | 33 | -32  |  | Saint-Marin                | 0-2 | 0-4 | 1-3 | 0-3 |     |

## Groupe 3
| Rang | Équipe           | Pts | J | G | N | P | Bp | Bc | Diff |  | Résultats (▼ dom., ► ext.) |     |     |     |     |     |
| ---- | ---------------- | --- | - | - | - | - | -- | -- | ---- |  | -------------------------- | --- | --- | --- | --- | --- |
| 1    | Union soviétique | 13  | 8 | 5 | 3 | 0 | 13 | 2  | +11  |  | Union soviétique           |     | 0-0 | 2-0 | 2-2 | 4-0 |
| 2    | Italie           | 10  | 8 | 3 | 4 | 1 | 12 | 5  | +7   |  | Italie                     | 0-0 |     | 1-1 | 3-1 | 2-0 |
| 3    | Norvège          | 9   | 8 | 3 | 3 | 2 | 9  | 5  | +4   |  | Norvège                    | 0-1 | 2-1 |     | 0-0 | 3-0 |
| 4    | Hongrie          | 8   | 8 | 2 | 4 | 2 | 10 | 9  | +1   |  | Hongrie                    | 0-1 | 1-1 | 0-0 |     | 4-2 |
| 5    | Chypre           | 0   | 8 | 0 | 0 | 8 | 2  | 25 | -23  |  | Chypre                     | 0-3 | 0-4 | 0-3 | 0-2 |     |

L'équipe d'Union soviétique disputera le tournoi sous la bannière de la CEI du fait de la dissolution de son pays en décembre 1991.

## Groupe 4
| Rang | Équipe          | Pts | J | G | N | P | Bp | Bc | Diff |  | Résultats (▼ dom., ► ext.) |     |     |     |     |     |
| ---- | --------------- | --- | - | - | - | - | -- | -- | ---- |  | -------------------------- | --- | --- | --- | --- | --- |
| 1    | Yougoslavie     | 14  | 8 | 7 | 0 | 1 | 24 | 4  | +20  |  | Yougoslavie                |     | 1-2 | 4-1 | 4-1 | 7-0 |
| 2    | Danemark        | 13  | 8 | 6 | 1 | 1 | 18 | 7  | +11  |  | Danemark                   | 0-2 |     | 2-1 | 2-1 | 4-1 |
| 3    | Irlande du Nord | 7   | 8 | 2 | 3 | 3 | 11 | 11 | 0    |  | Irlande du Nord            | 0-2 | 1-1 |     | 2-1 | 1-1 |
| 4    | Autriche        | 3   | 8 | 1 | 1 | 6 | 6  | 14 | -8   |  | Autriche                   | 0-2 | 0-3 | 0-0 |     | 3-0 |
| 5    | Îles Féroé      | 3   | 8 | 1 | 1 | 6 | 3  | 26 | -23  |  | Îles Féroé                 | 0-2 | 0-4 | 0-5 | 1-0 |     |

- La Yougoslavie obtient sa qualification mais est exclue avant la phase finale. Le Danemark récupère alors la place qualificative de ce groupe pour le tournoi final.

## Groupe 5
| Rang | Équipe             | Pts     | J       | G       | N       | P       | Bp      | Bc      | Diff    |  | Résultats (▼ dom., ► ext.) |     |     |     |     |
| ---- | ------------------ | ------- | ------- | ------- | ------- | ------- | ------- | ------- | ------- |  | -------------------------- | --- | --- | --- | --- |
| 1    | Allemagne          | 10      | 6       | 5       | 0       | 1       | 13      | 4       | +9      |  | Allemagne                  |     | 4-1 | 1-0 | 4-0 |
| 2    | Pays de Galles     | 9       | 6       | 4       | 1       | 1       | 8       | 6       | +2      |  | Pays de Galles             | 1-0 |     | 3-1 | 1-0 |
| 3    | Belgique           | 5       | 6       | 2       | 1       | 3       | 7       | 6       | +1      |  | Belgique                   | 0-1 | 1-1 |     | 3-0 |
| 4    | Luxembourg         | 0       | 6       | 0       | 0       | 6       | 2       | 14      | -12     |  | Luxembourg                 | 2-3 | 0-1 | 0-2 |     |
| '    | Allemagne de l'Est | Forfait | Forfait | Forfait | Forfait | Forfait | Forfait | Forfait | Forfait |  |                            |     |     |     |     |

## Groupe 6
| Rang | Équipe   | Pts | J | G | N | P | Bp | Bc | Diff |  | Résultats (▼ dom., ► ext.) |     |     |     |     |     |
| ---- | -------- | --- | - | - | - | - | -- | -- | ---- |  | -------------------------- | --- | --- | --- | --- | --- |
| 1    | Pays-Bas | 13  | 8 | 6 | 1 | 1 | 17 | 2  | +15  |  | Pays-Bas                   |     | 1-0 | 2-0 | 2-0 | 1-0 |
| 2    | Portugal | 11  | 8 | 5 | 1 | 2 | 11 | 4  | +7   |  | Portugal                   | 1-0 |     | 1-0 | 1-0 | 5-0 |
| 3    | Grèce    | 8   | 8 | 3 | 2 | 3 | 11 | 9  | +2   |  | Grèce                      | 0-2 | 3-2 |     | 2-0 | 4-0 |
| 4    | Finlande | 6   | 8 | 1 | 4 | 3 | 5  | 8  | -3   |  | Finlande                   | 1-1 | 0-0 | 1-1 |     | 2-0 |
| 5    | Malte    | 2   | 8 | 0 | 2 | 6 | 2  | 23 | -21  |  | Malte                      | 0-8 | 0-1 | 1-1 | 1-1 |     |

## Groupe 7
| Rang | Équipe               | Pts | J | G | N | P | Bp | Bc | Diff |  | Résultats (▼ dom., ► ext.) |     |     |     |     |
| ---- | -------------------- | --- | - | - | - | - | -- | -- | ---- |  | -------------------------- | --- | --- | --- | --- |
| 1    | Angleterre           | 9   | 6 | 3 | 3 | 0 | 7  | 3  | +4   |  | Angleterre                 |     | 1-1 | 2-0 | 1-0 |
| 2    | République d'Irlande | 8   | 6 | 2 | 4 | 0 | 13 | 6  | +7   |  | République d'Irlande       | 1-1 |     | 0-0 | 5-0 |
| 3    | Pologne              | 7   | 6 | 2 | 3 | 1 | 8  | 6  | +2   |  | Pologne                    | 1-1 | 3-3 |     | 3-0 |
| 4    | Turquie              | 0   | 6 | 0 | 0 | 6 | 1  | 14 | -13  |  | Turquie                    | 0-1 | 1-3 | 0-1 |     |

## Meilleurs buteurs
| Nom               | Buts | Pays        | Club                     |
| ----------------- | ---- | ----------- | ------------------------ |
| Darko Pančev      | 10   | Yougoslavie | Etoile Rouge de Belgrade |
| Jean-Pierre Papin | 9    | France      | Olympique Marseille      |
| Marco van Basten  | 8    | Pays-Bas    | AC Milan                 |

## Les qualifiés
Les 8 équipes qualifiées pour le tournoi final sont :
| - Suède (pays organisateur) - France - vainqueur du groupe 1 - Écosse - vainqueur du groupe 2 - Union soviétique - vainqueur du groupe 3 - Danemark - deuxième du groupe 4 (remplace la Yougoslavie) - Allemagne - vainqueur du groupe 5 - Pays-Bas - vainqueur du groupe 6 (tenant du titre) - Angleterre - vainqueur du groupe 7 |